# Dicrotendipes paterjohni
Dicrotendipes paterjohni är en tvåvingeart som beskrevs av Epler 1988. Dicrotendipes paterjohni ingår i släktet Dicrotendipes och familjen fjädermyggor. Inga underarter finns listade i Catalogue of Life.